# Лодонгийн Дандар
Лодонги́йн Да́ндар (1914—1984) — монгольский военный деятель, герой МНР.

## Биография
Лодонгийн Дандар родился в 1914 году в местности Рашаант на территории нынешнего сомона Бурэгхангай Булганского аймака. В 1935 году был призван на военную службу, отправлен на учёбу в СССР, в Тамбовское кавалерийское училище. По окончании училища в 1938 году вернулся в Монголию и в звании лейтенанта принял командование 17-м кавалерийским полком 6-й конной дивизии. В мае 1939 года полк под его руководством несколько раз особо отличился в боях на Халхин-Голе. После гибели в бою комдива Шаарийбуу принял командование дивизией.
Неоднократно лично возглавлял конные атаки, чем прославился не только в советско-монгольской военной среде, но и среди японцев; получил прозвище «Богатырь на пёстром коне» (Алаг морьт баатар). 29 мая 1939 года за заслуги в боях указом Малого хурала получил орден Сухэ-Батора и орден Боевого красного знамени. 29 сентября 1939 года совместным постановлением № 60 Малого хурала и Совета министров Дандару было присвоено звание Превосходного героя (Гарамгай баатар). Приставку «превосходный» к званию «герой» лично одобрил и подтвердил Х. Чойбалсан.
В 1941 году поступил в советскую Военную академию, однако с началом Великой Отечественной войны был отозван в Монголию. В ходе Маньчжурской операции в звании полковника командовал конным полком, с боями дошёл до Великой стены. В конце войны совместно с советскими специалистами заведовал делом заготовки скота. В 1946 году на Дандара по наговору было заведено дело, его лишили звания героя и остальных наград. Во время заключения трижды отправлялся на западную границу, где участвовал в операциях против вторгавшихся на территорию Западной Монголии казахов Оспан-батыра; работал шофёром на грузовиках. 7 сентября 1964 года постановлением высшей судебной комиссии был оправдан, и 29 сентября постановлением № 172 ему были возвращены звания и награды. Скончался от болезни в декабре 1986 года.